# Jozef Van Heupen
Petrus Josephus (Jozef) Van Heupen (Turnhout, 16 april 1887 - Oud-Turnhout, 6 oktober 1952) was een Belgisch syndicalist en politicus voor de BWP.

## Levensloop
Van Heupen was aanvankelijk sigarenmaker en trad op jonge leeftijd toe tot de vakbond. In 1909 werd hij secretaris van de Socialistische Jonge Wacht afdeling Turnhout en in 1919 werd hij secretaris van de BCVT. In 1930 trad hij in dienst van deze organisatie als bediende (bestendige). Vervolgens werd hij propagandist en ten slotte voorzitter van de BCVT. Na de Tweede Wereldoorlog werd hij tevens voorzitter van het ABVV Turnhout.
Van 30 november 1921 tot 26 juni 1949 was hij verkozen als provincieraadslid voor het district Turnhout in de Antwerpse provincieraad. Ook was hij gemeenteraadslid te Turnhout van 1921 tot 1946.